# Kedunguter (Karang Tengah)
Kedunguter is een bestuurslaag in het regentschap Demak van de provincie Midden-Java, Indonesië. Kedunguter telt 2490 inwoners (volkstelling 2010).